# HC Slovan Bratislava
El Hokejový Klub Slovan Bratislava es un club profesional de hockey sobre hielo con sede en Bratislava, Eslovaquia. En 2012 abandonó la Extraliga de Eslovaquia y se unió a la Kontinental Hockey League (KHL). El club ha ganado ocho campeonatos eslovacos (más recientemente en 2012) y un campeonato checoslovaco (1979), convirtiéndolo en el segundo club de hockey más exitoso de la historia de Eslovaquia. El equipo juega sus partidos como local en Ondrej Nepela Arena, también conocido como Slovnaft Arena. El equipo es apodado Belasí, que significa el «azul celeste» en español.

## Historia
El club deportivo Slovan Bratislava fue fundado en 1919 como un club de fútbol, entonces llamado 1.CSSK Bratislava. En 1921 se fundó la sección de hockey como CsSK hockey, el club actual. Jugó su primer partido en diciembre de 1924 contra el Wiener EV de Viena, perdiendo 6-1. En 1939, el nombre del club fue cambiado a Slovan Bratislava, que se ha mantenido hasta hoy.
Durante muchos años después de la Segunda Guerra Mundial, Slovan fue el único representante eslovaco en la liga checoslovaca más importante, y logró varios subcampeonatos. El único título en la primera liga de hockey sobre hielo de Checoslovaquia fue logrado bajo el entrenador Ladislav Horsky en la temporada 1978-79. Además, los equipos juveniles ganaron varios campeonatos.
Después de la separación de Eslovaquia y la República Checa en 1993, Slovan jugó en la Extraliga eslovaca y ganó ocho títulos de campeonato durante 19 años.
Además del éxito conseguido en Eslovaquia, el Slovan también se ha desempeñado bien a nivel internacional, con tres victorias consecutivas de la Copa Spengler en 1972, 1973 y 1974. También es uno de los cuatro clubes que disputan las cuatro temporadas de la Liga Europea de Hockey, a la fase de playoff cada año. Otro punto destacado fue ganar la Copa Continental de la IIHF en la temporada 2003-04.
En marzo de 2012, el Slovan ingresó en la Kontinental Hockey League (KHL), la liga más potente de hockey hielo de Europa.

## Palmarés

### Nacional
Extraliga eslovaca
- Campeón (8): 1997–98, 1999–2000, 2001–02, 2002–03, 2004–05, 2006–07, 2007–08, 2011–12
- Subcampeón (2): 1998–99, 2009–10
- Tercero (5): 1994–95, 1995–96, 2000–01, 2003–04, 2008–09

Extraliga checoslovaca
- Campeón (1): 1978–79
- Subcampeón (8): 1948–49, 1959–60, 1960–61, 1961–62, 1963–64, 1964–65, 1969–70, 1971–72
- Tercero (9): 1945–46, 1946–47, 1947–48, 1962–63, 1965–66, 1968–69, 1970–71, 1972–73, 1979–80

Liga de Eslovaquia
- Campeón (2): 1940–41, 1941–42
- Subcampeón (2): 1942–43, 1943–44

Primera división de Eslovaquia
- Campeón (2): 1981–82, 1989–90

### Internacional
IIHF European Champions Cup
- Tercero (1): 1980

IIHF Continental Cup
- Campeón (1): 2003–04
- Tercero (1): 2000–01

Copa Spengler
- Campeón (3): 1972, 1973, 1974

Basel Summer Ice Hockey
- Campeón (1): 2010

Steel Cup
- Campeón (1): 2016